# Robert Bednorz
Robert Bednorz (ur. 18 maja 1882 w Grzybowicach, zm. 6 kwietnia 1973 w Wiesbaden) – śląski rzeźbiarz. 

## Życiorys
Ukończył – noszącą dziś jego imię – Szkołę Podstawową Nr 32 w Grzybowicach. Był nadwornym rzeźbiarzem von Donnersmarcków. Od 1903 do 1907 kształcił się we wrocławskiej Królewskiej Akademii Sztuki i Rzemiosła jako uczeń Theodora von Gosena i w Berlinie w mistrzowskiej klasie rzeźby u prof. Carla Manzela. W 1910 otrzymał roczną nagrodę Rom-Preis najwyższe wyróżnienie państwa pruskiego dla szczególnie zdolnych młodych rzeźbiarzy, za rzeźbę Bacchantenrelief. Walczył na froncie w czasie I wojny światowej. W latach 1924–1932 był profesorem w Królewskiej Szkole Sztuki i Rzemiosła we Wrocławiu aż do jej zamknięcia. Artysta mieszkał wraz z pierwszą żoną Marią w modernistycznym budynku (obecny DS Pancernik) zaprojektowanym przez Adolfa Radinga przy ul. Tramwajowej (dawniej Uechtritzweg) we Wrocławiu. W latach 1941–1943 został powołany na stanowisko profesora rzeźby w Staatliche Kunstgewerbeschule Krakau. W okresie III Rzeszy część prac Roberta Bednorza uznano za prace zdegenerowane i objęto je zakazem wystawiania. 
Po ucieczce przed ofensywą Armii Czerwonej działał jako rzeźbiarz w Wiesbaden.
Był członkiem Związku Śląskich Artystów (niem. Künstlerbund Schlesien). W 1952 roku został nagrodzony Federalneym Krzyżem Zasługi. W 1966 roku został laureatem niemieckiej Górnośląskiej Nagrody Kulturalnej (niem. Oberschlesischer Kulturpreis).

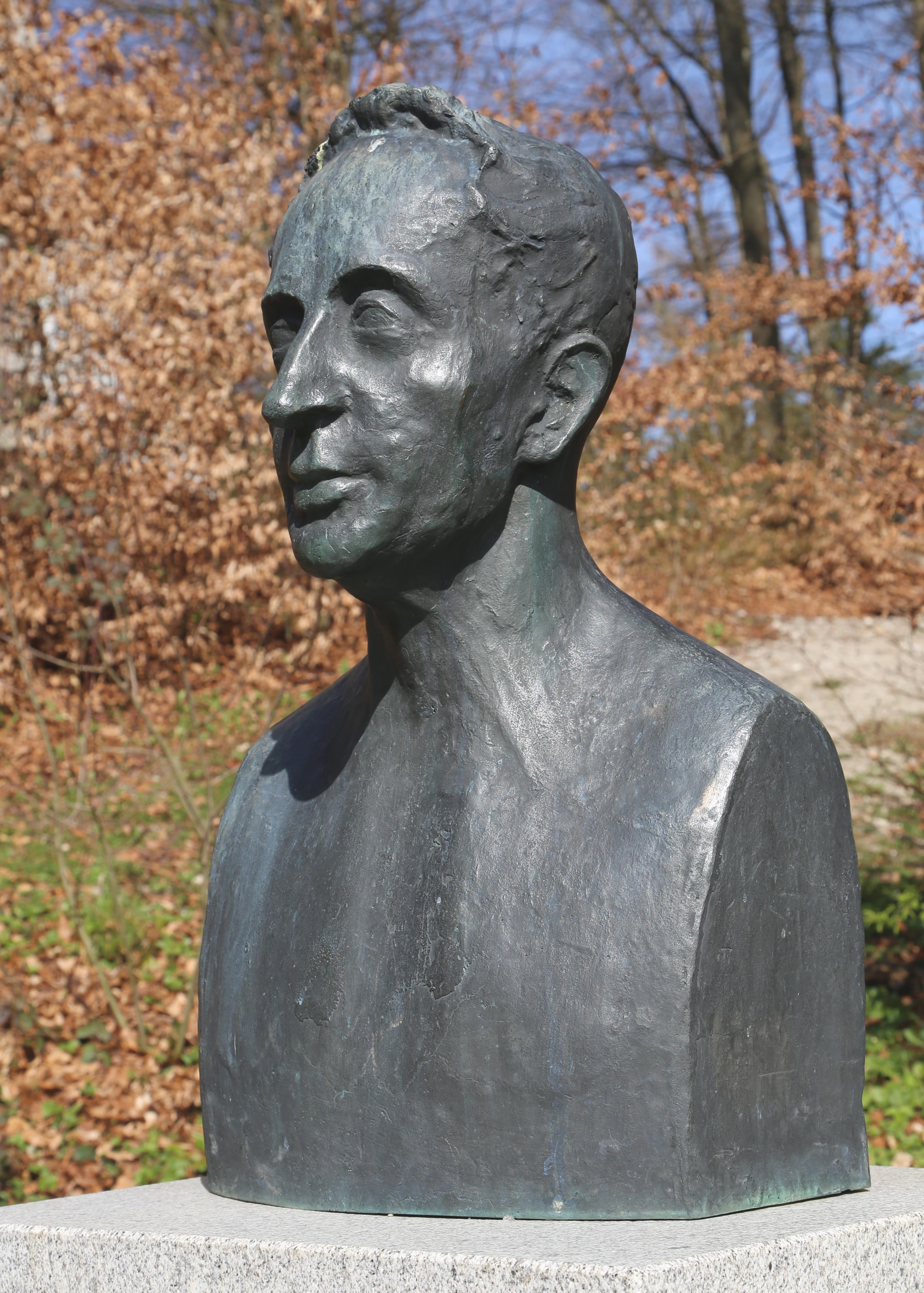
Popiersie Josepha von Eichendorffa w Ebersbergu

## Wybrane dzieła
- Siedząca Madonna z Dzieciątkiem dla kaplicy leśnej zaprojektowanej przez Hansa Poelziga na zlecenie hrabiny von Praschma z Niemodlina (1905)
- Projekt krzyży w kwaterze żołnierzy niemieckich poległych podczas I wojny światowej pochowanych na Cmentarzu Osobowickim we Wrocławiu
- Relief z wapienia na elektrowni wodnej we Wrocławiu symbolizujący moc elektryczności, nad głównym wejściem do turbinowni (1922)[2]
- Pięć figur z czerwonego porfiru dla Liceum nr I w Zabrzu: Heroiczny, Poezja, Nauka, Proza, Waleczny (1927–1928)[1][2]
- Fontanna z rzeźbą Pallas Ateny przy Pawilonie Czterech Kopuł we Wrocławiu (1913)[2]
- Płaskorzeźba przedstawiająca kobietę z ptakiem, w zbiorach Muzeum Historycznego we Wrocławiu
- Pomnik Ottona von Bismarcka w Opolu[2]

## Upamiętnienie
Imię Roberta Bednorza nosi Szkoła Podstawowa Nr 32 w Zabrzu-Grzybowicach, na której w 1998 roku wmurowano upamiętniającą go tablicę.